# Anacaona
- Commons
- Wikispecies

Anacaona é um género botânico pertencente à família Cucurbitaceae.

## Espécies
- Anacaona sphaerica Alain